# أزورلة ثلاثية الأوراق
أزورلة ثلاثية الأوراق (الاسم العلمي:Azorella trifoliolata) هي نوع من النباتات يتبع جنس الأزورلة من الفصيلة الخيمية.